# Яголим, Борис Савельевич
Борис Савельевич Яголим (1 [13] октября 1888, Москва, Московская губерния, Российская империя — 22 ноября 1969, Москва, СССР) — советский музыковед и библиограф.

## Биография
Родился 1 [13] октября 1888 года в Москве.
В 1912 году окончил юридический факультет Московского университета. Музыке обучался в «Бетховенской студии» Д. С. Шора, затем брал уроки у пианиста С. Е. Фейнберга. Работал в Московской организации Союза композиторов РСФСР, в редакции журнала «Музыка и самодеятельность».
Был инициатором создания библиографических указателей «Советская литература о музыке», «Музыкальных календарей», одним из автором-составителем календарей на 1957-1962 годы, редактором-составителем «Музыкального календаря школьника. 1963» (совместно с О. О. Очаковской, 1962), нотографического справочника «Р. М. Глиэр» (1964).
Выступил автором предисловий к ряду сборников оперных либретто, составителем нотографии и библиографии к сборникам «С. И. Танеев и русская опера» (1946), «С. В. Рахманинов и русская опера» (1947), «Бородин» (1955), «Большой театр СССР. Опера, балет» (1958), а также автором многочисленных статей, опубликованных в музыкальных журналах и во втором издании «Большой советской энциклопедии».
Умер 22 ноября 1969 года в возрасте 81 года в Москве.

### Сочинения
- Музыкальное образование и музыкальная жизнь в СССР, Л., 1946
- «Рахманинов и театр» в сборнике «С. В. Рахманинов и русская опера», М., 1947
- «Музыкальная периодика до 1917 года» в издании «Книга. Исследования и материалы», сборник 3, М., 1960
- Комета дивной красоты. Жизнь и творчество Е. Кадминой, М., 1970